# Redaktioneller Beitrag
Bei einem redaktionellen Artikel oder redaktionellen Beitrag handelt es sich um die eigene Leistung eines Journalisten. Damit steht er im Gegensatz zu einem vorgefertigten Text, beispielsweise einer Pressemeldung.

## Arten
Kennzeichnend für den redaktionellen Beitrag ist die journalistische Darstellungsform. Dabei kann es sich beispielsweise um eine Reportage oder ein Interview handeln. 
Informationsorientierte Beiträge stellen ein Thema neutral und in unterschiedlichen Facetten vor. Meinungsorientierte Beiträge wie Kommentare oder Glossen enthalten Argumente, Hintergrundwissen, Erklärungen und Meinungen. Der redaktionelle Artikel ist damit nicht werblich ausgerichtet. 
Der deutsche Presserat definiert redaktionelle Beiträge wie folgt:

„Die Medien haben die Verantwortung gegenüber der Öffentlichkeit, dass redaktionelle Veröffentlichungen nicht durch private oder geschäftliche Interessen Dritter oder durch persönliche wirtschaftliche Interessen der Journalistinnen und Journalisten beeinflusst werden. Verleger und Redakteure wehren derartige Versuche ab und achten auf eine klare Trennung zwischen redaktionellem Text und Veröffentlichungen zu werblichen Zwecken. Bei Veröffentlichungen, die ein Eigeninteresse des Verlages betreffen, muss dieses erkennbar sein.“

## Trennung von redaktionellen Beiträgen und Werbung
Redaktionelle Berichte dürfen keine Schleichwerbung enthalten und nicht gekauft werden. Bezahlte Veröffentlichungen müssen als solche kenntlich gemacht werden. Das ist in den jeweiligen Landespressegesetzen geregelt. Wenn doch – wie es in der Praxis häufig geschieht, etwa bei Advertorials – müssen diese Beiträge mit Bezeichnungen wie Werbung oder bezahlte Anzeige gekennzeichnet werden. Die Medien achten darauf, dass ihre Glaubwürdigkeit als Informationsquelle nicht verloren geht und gehen daher mit PR-Artikeln und Werbeinformationen sorgfältig um. Redaktionelle Sonderveröffentlichungen, zum Beispiel Themen-Specials, unterliegen der gleichen redaktionellen Verantwortung wie alle redaktionellen Veröffentlichungen.